# Cascata del Catafurco
La cascata del Catafurco è una cascata naturale che si forma in corrispondenza di un dislivello di circa 30 m lungo il corso del torrente San Basilio, nel parco dei Nebrodi in territorio di Galati Mamertino, comune italiano della città metropolitana di Messina, in Sicilia.
Alla base della cascata le acque si raccolgono in una cavità naturale, scavata nella roccia, chiamata Marmitta dei Giganti, dove, nella bella stagione, è possibile bagnarsi.